# Dingolshausen
Dingolshausen – miejscowość i gmina w Niemczech, w kraju związkowym Bawaria, w rejencji Dolna Frankonia, w regionie Main-Rhön, w powiecie Schweinfurt, wchodzi w skład wspólnoty administracyjnej Gerolzhofen. Leży w Steigerwaldzie, około 18 km na południowy wschód od Schweinfurtu, nad rzeką Volkach.

## Dzielnice
W skład gminy wchodzą dwie dzielnice: Bischwind i Dingolshausen.

## Demografia
| Rok  | Liczba mieszk. |
| ---- | -------------- |
| 1970 | 1.014          |
| 1987 | 1.105          |
| 2000 | 1.219          |
| 2005 | 1.236          |

## Oświata
(na 1999)

W gminie znajduje się 50 miejsc przedszkolnych (z 45 dziećmi).